# 7月14日
7月14日（しちがつじゅうよっか）は、グレゴリオ暦で年始から195日目（閏年では196日目）にあたり、年末まであと170日ある。

## できごと

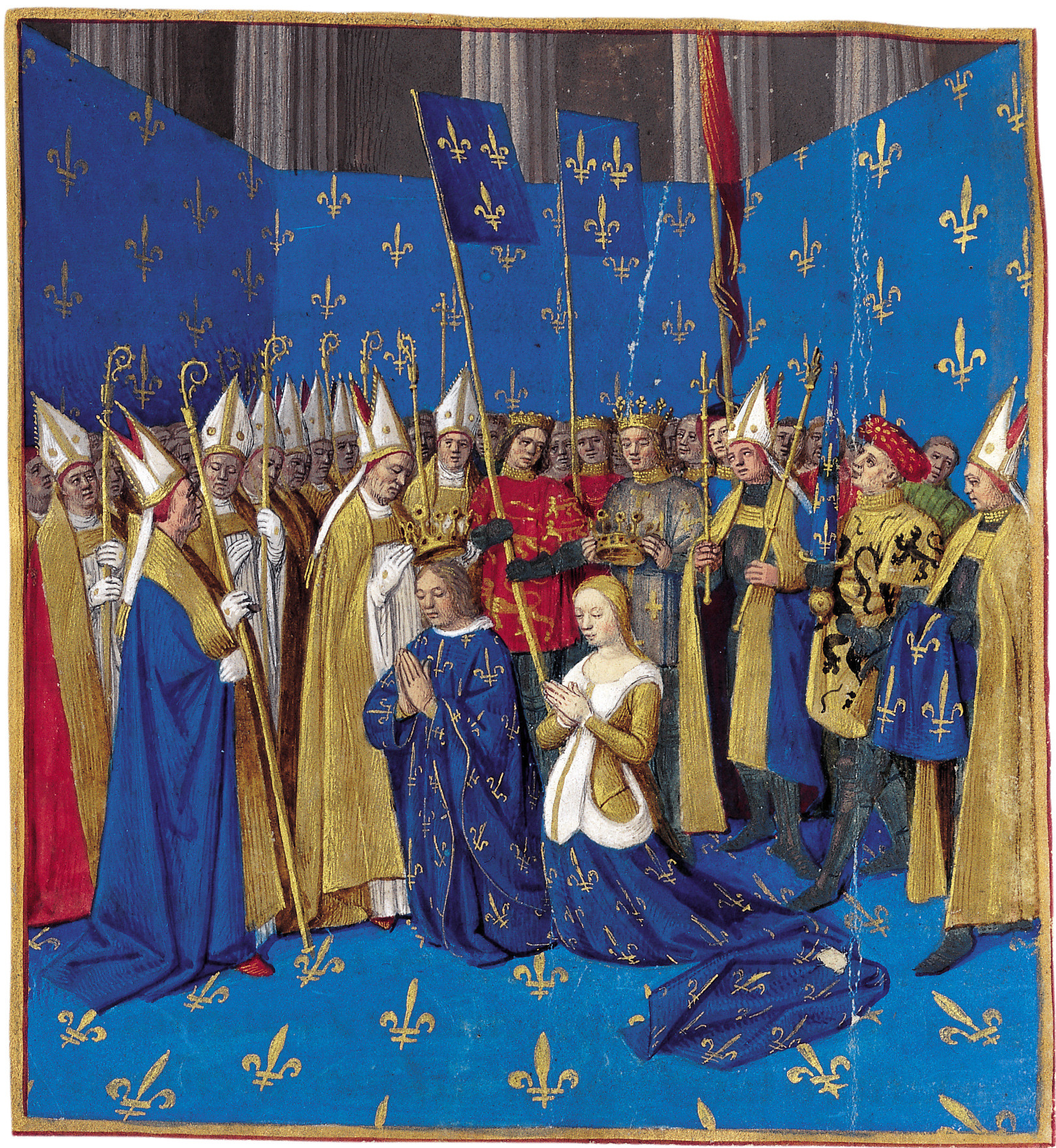
フランス王ルイ8世即位(1223)

バスティーユ襲撃(1789)、フランス革命の勃発。画像はジャン＝ピエール・ウエル画『バスティーユ襲撃』(1789)

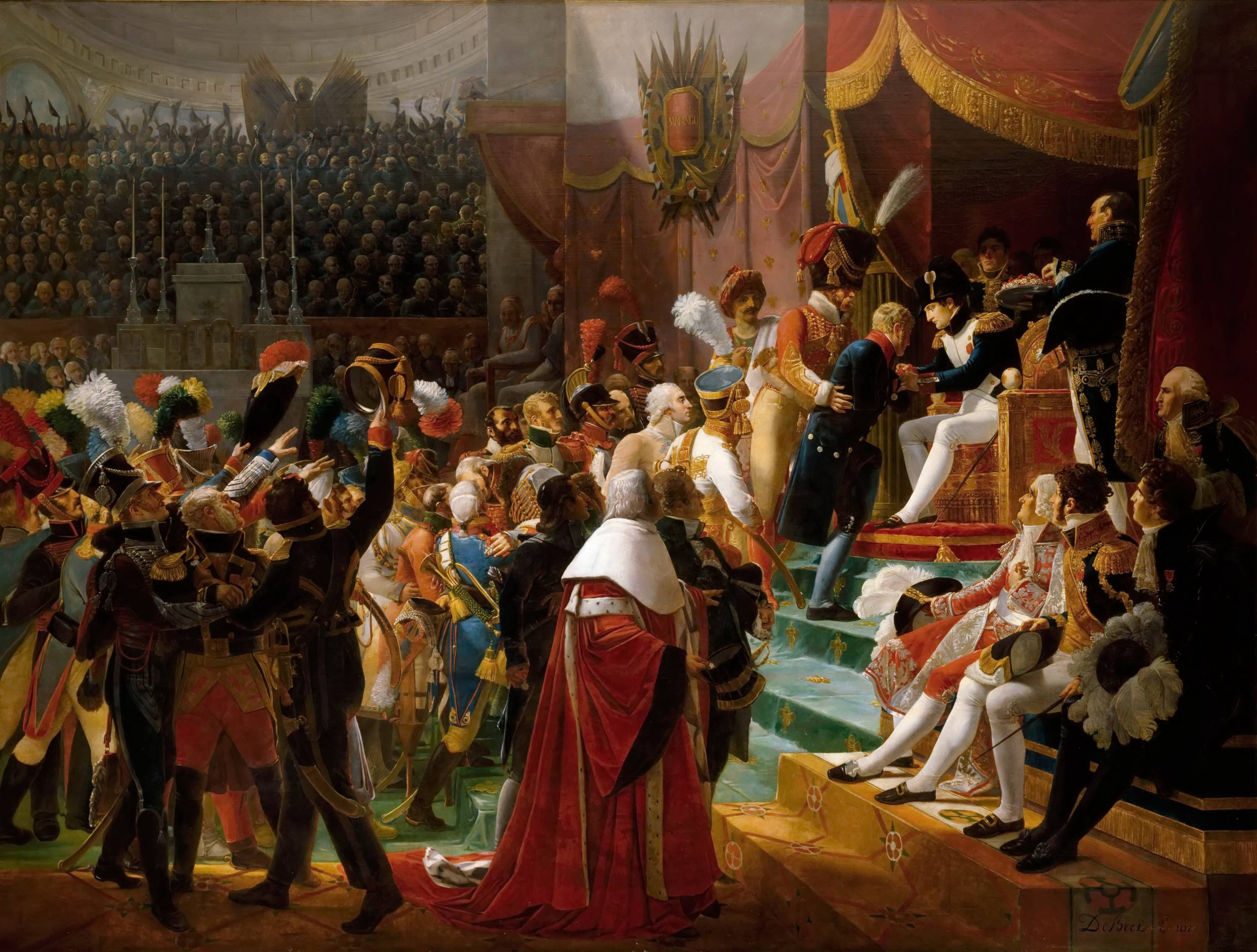
ナポレオンによる初のレジオンドヌール勲章授与(1804)。画像はジャン＝バティスト・ドブレ画。

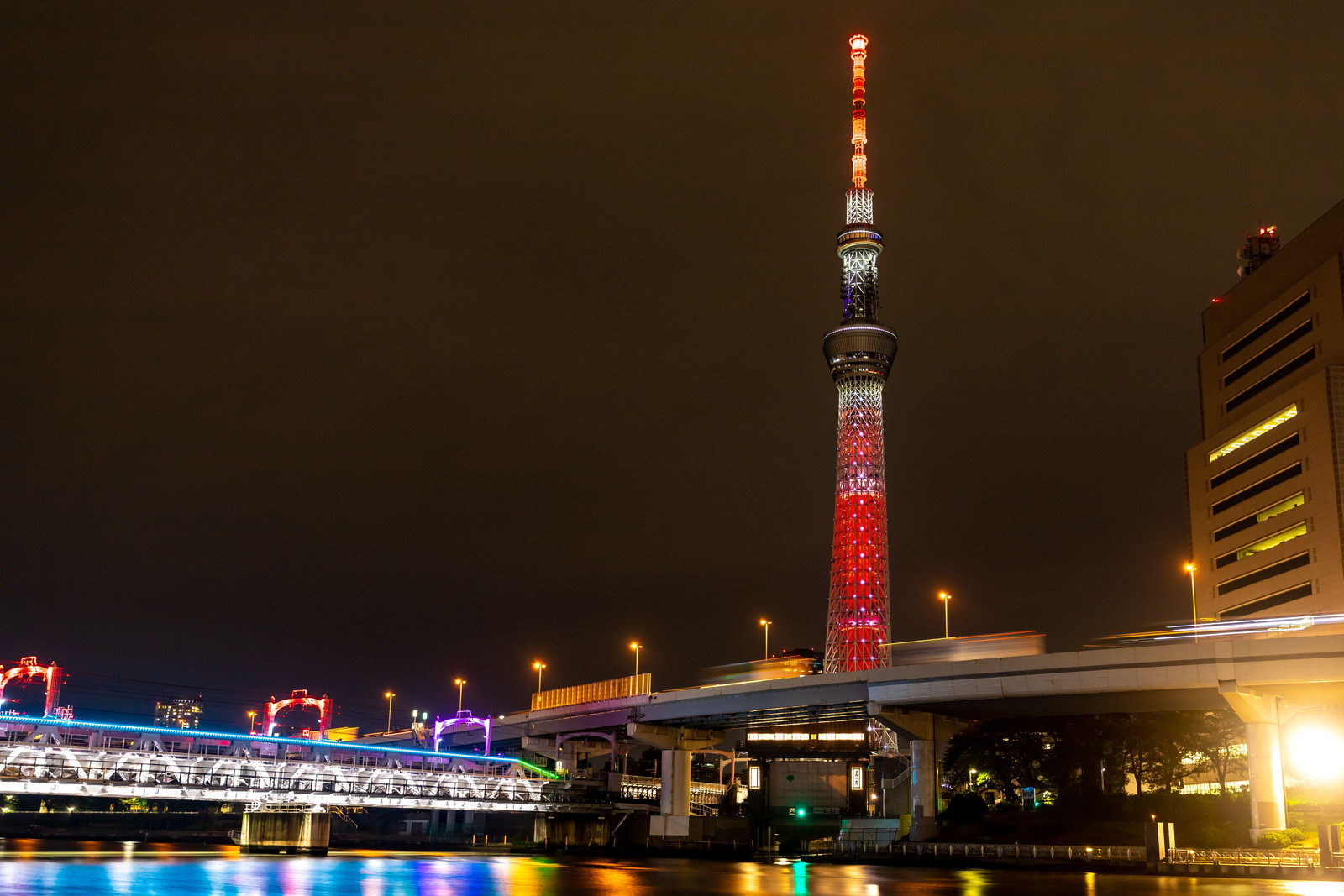
東京スカイツリー紀行式典(2008)

- 756年（至徳元載/聖武元年6月13日） - 安史の乱: 安禄山らの蜂起により唐の皇帝玄宗が楊貴妃を伴って都落ち。
- 794年（延暦13年6月13日） - 桓武天皇の命を受けた坂上田村麻呂が蝦夷征討に出発。
- 1242年（仁治3年6月15日） - 北条泰時の死去に伴い、孫の北条経時が鎌倉幕府第4代執権に就任。
- 1223年 - フランス国王フィリップ2世が死去。長男のルイ8世が国王に即位。
- 1789年 - フランス革命: パリの民衆がバスティーユ牢獄を襲撃・占領、政治犯を解放。フランス革命の勃発。
- 1790年 - フランスで連盟祭（フランス語版）開催。ルイ16世が憲法への忠誠を誓う。現在の建国記念日（パリ祭）はバスティーユ襲撃ではなくこの連盟祭を記念している。
- 1795年 - 「ラ・マルセイエーズ」がフランスの国歌となる。 聴く[ヘルプ/ファイル]
- 1804年 - ナポレオン・ボナパルトが、廃兵院にて初のレジオンドヌール勲章授与を行う。
- 1843年（天保14年6月17日）- 新潟が天領とされて新潟奉行が設置され、川村修就が任命される。
- 1853年 - ニューヨーク万国博覧会開幕、会期は翌年の11月1日まで。
- 1865年 - マッターホルンがエドワード・ウィンパーらにより初登頂[1]。
- 1867年 - アルフレッド・ノーベルがダイナマイトを発表[2]。
- 1867年（慶応3年6月13日） - 浦上四番崩れ。長崎奉行がキリシタン68人を捕える。
- 1879年 (明治12年) - 日本で初めての伝染病予防の法令「海港虎列刺病（コレラ病）伝染予防規則」が公布される。のちの1961年に厚生省と日本検疫衛生協会が7月14日を検疫記念日とする。
- 1881年 - ビリー・ザ・キッドが、友人でもあった保安官パット・ギャレットにより射殺される。
- 1889年 - パリで第二インターナショナルが結成される。
- 1899年 - アクレ州がボリビアからの独立を宣言。アクレ州とボリビアとの紛争はブラジルの介入を招き、アクレ州は1903年にブラジル領となる。
- 1903年 - 広島県仁方村で集中豪雨により土石流が発生、死者22人[3]。
- 1908年 - 日本で桂太郎が第13代内閣総理大臣に就任し、第2次桂内閣が発足。
- 1909年 - テオバルト・フォン・ベートマン・ホルヴェークがドイツ帝国宰相に就任。
- 1917年 - ゲオルク・ミヒャエリスがドイツ帝国宰相に就任。
- 1920年 - 中華民国で北洋軍閥同士の戦争が起こる（安直戦争）。
- 1933年 - 強制的同一化: ドイツでナチ党以外の政治政党が禁止される。
- 1939年 - 日比谷公会堂、山王台などで反英市民大会が開催される。出席者は3万人を数え、駐日英国大使館に向けてデモ行進も行われた[4]。
- 1945年 - 第二次世界大戦・日本本土空襲: アメリカ海軍空母艦載機による北海道空襲。
- 1948年 - イタリア共産党書記長パルミーロ・トリアッティが狙撃される。
- 1958年 - 7月14日革命。イラクでアブドゥル・カリム・カースィム率いるアラブ民族主義者らによるクーデターが起き、王政が打倒され、共和国が樹立される。
- 1958年 - 日本テレビにて日本初の国産テレビアニメである「もぐらのアバンチュール」が放送される。
- 1959年 - 熊本大学が、水俣病の病因を有機水銀にほぼ絞り厚生省へ通達。
- 1960年 - 内閣総理大臣の岸信介が、池田勇人の自民党総裁就任祝賀会から出てきたところを暴漢に襲われ重傷を負う[5]。
- 1962年 - 熊本県球磨村の球磨川で遊覧船が転覆。9人が死亡[6]。
- 1964年 - 東京都品川区勝島で、株式会社宝組のニトロセルロース蓄積倉庫から出火。爆発を伴う火災により倉庫の壁が崩れ、下敷きになった消防職員18人、消防団員1人が死亡。負傷158人の惨事が起きる。（品川勝島倉庫爆発火災）
- 1965年 - アメリカの火星探査機マリナー4号が火星に最接近。史上初めて地球以外の惑星表面の撮影に成功。
- 1967年 - タカラ（現：タカラトミー）が着せ替え人形「リカちゃん人形」を発売。
- 1967年 - 「世界知的所有権機関 (WIPO) を設立する条約」がストックホルムで調印。
- 1968年 - プラハの春: ワルシャワ会談が行われる。
- 1969年 - サッカー戦争: エルサルバドル軍がホンジュラスに侵攻。
- 1969年 - アメリカ合衆国で500ドル、1,000ドル、5,000ドル、10,000ドル紙幣が流通停止となる[7]。
- 1971年 - パプアニューギニアでマグニチュード（Mw）8.3の地震が発生し2人が死亡。26日にもMw 8.0の大きな余震が発生。
- 1977年 - 日本初の気象衛星「ひまわり（初代）」が米フロリダ州のケネディ宇宙センターから打ち上げられる。
- 1982年 - レフチェンコKGB少佐が米下院の秘密聴聞会で工作活動を暴露。（レフチェンコ事件）
- 1985年 - 北海道の国鉄興浜南線がこの日の営業を最後に廃止。
- 1989年 - パリで第15回主要国首脳会議（アルシュ・サミット）が開幕、会期は7月16日まで。
- 1992年 - ウィリアム・ジョリッツ・リン・ジョリッツ夫妻がUNIXライクOSである386BSD 0.1をリリース。オープンソースOSのさきがけとなる。
- 1998年 - 趙治勲が本因坊戦10連覇を達成する[8]。
- 2005年 - 第7回ワールドゲームズがドイツのデュースブルクで開幕、会期は7月24日まで。
- 2007年 - ロシアがヨーロッパ通常戦力条約の履行を停止する大統領令に署名したと発表[9]。
- 2008年 - 東京スカイツリー起工式典が行われる。
- 2015年 - 冥王星探査機「ニュー・ホライズンズ」が冥王星に最接近[10]。
- 2016年 - ニースでトラックテロ事件が起きる[11]。

## 誕生日

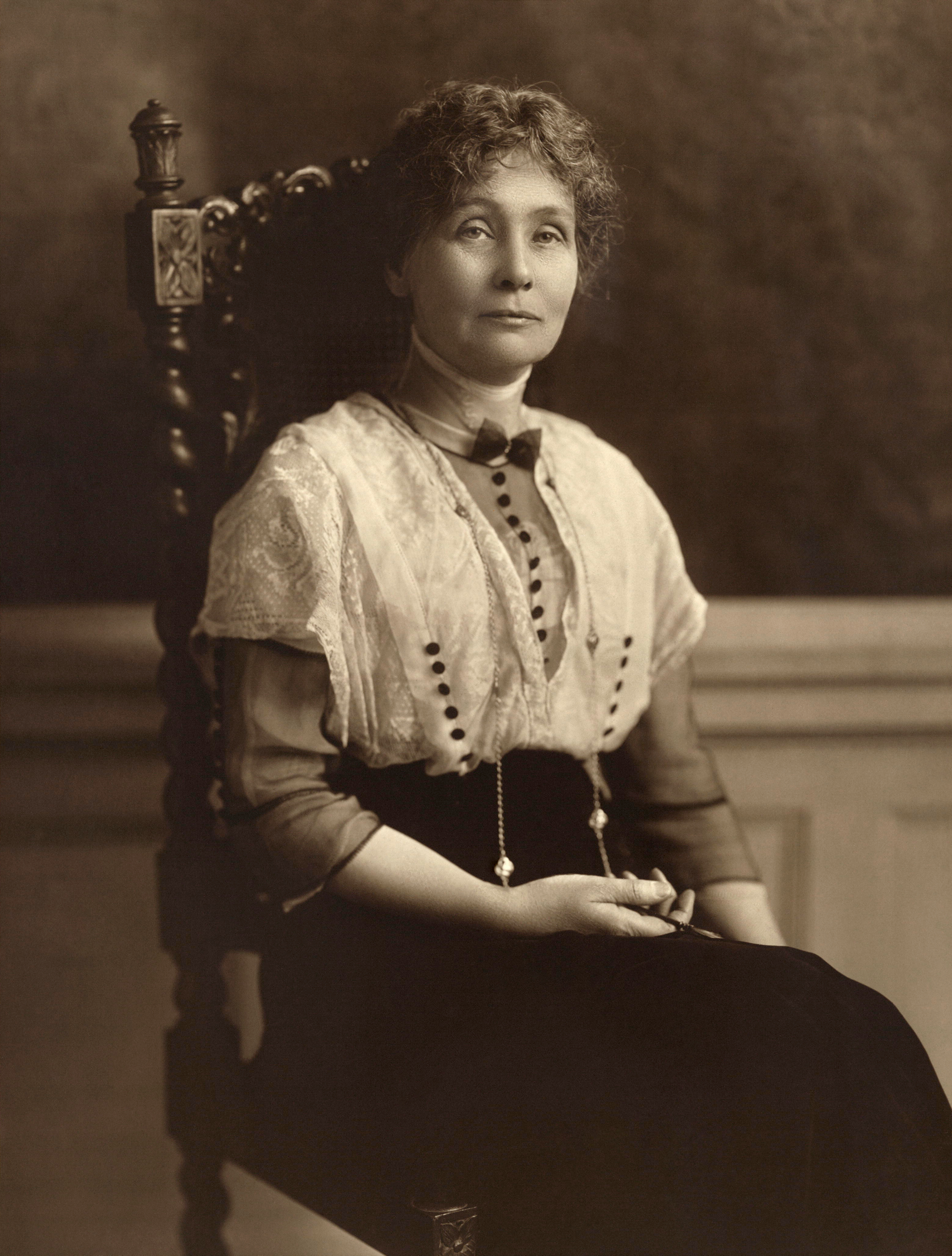
婦人参政権に尽力した政治運動家、エメリン・パンクハースト(1858-1928)誕生。

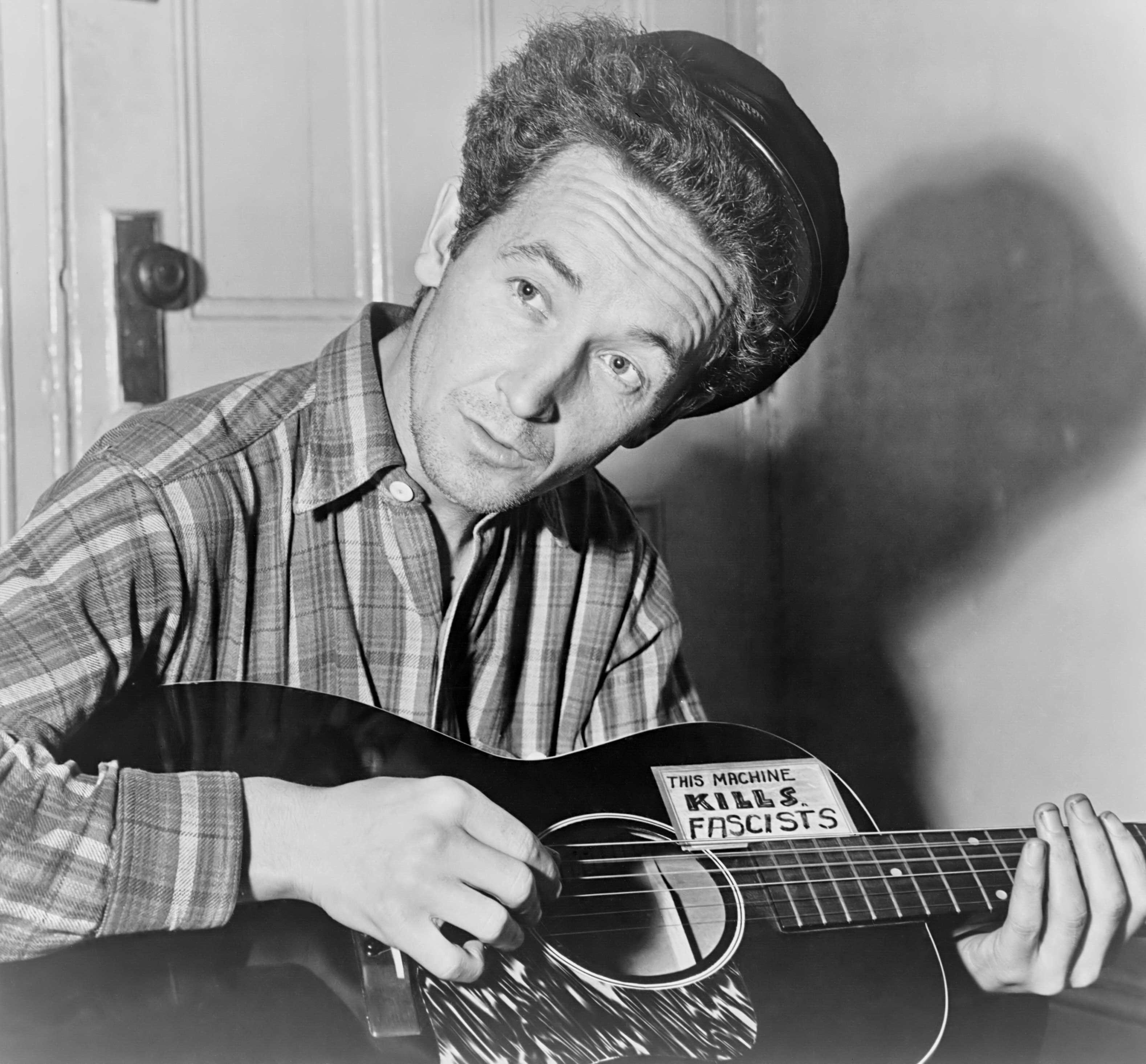
フォーク歌手ウディ・ガスリー(1912-1967)誕生。

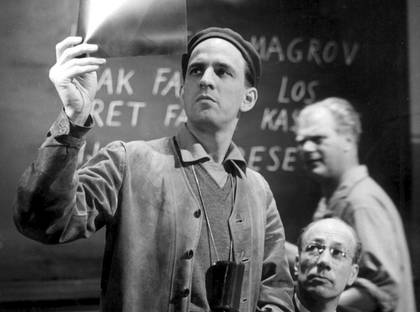
映画監督イングマール・ベルイマン(1918-2007)誕生。

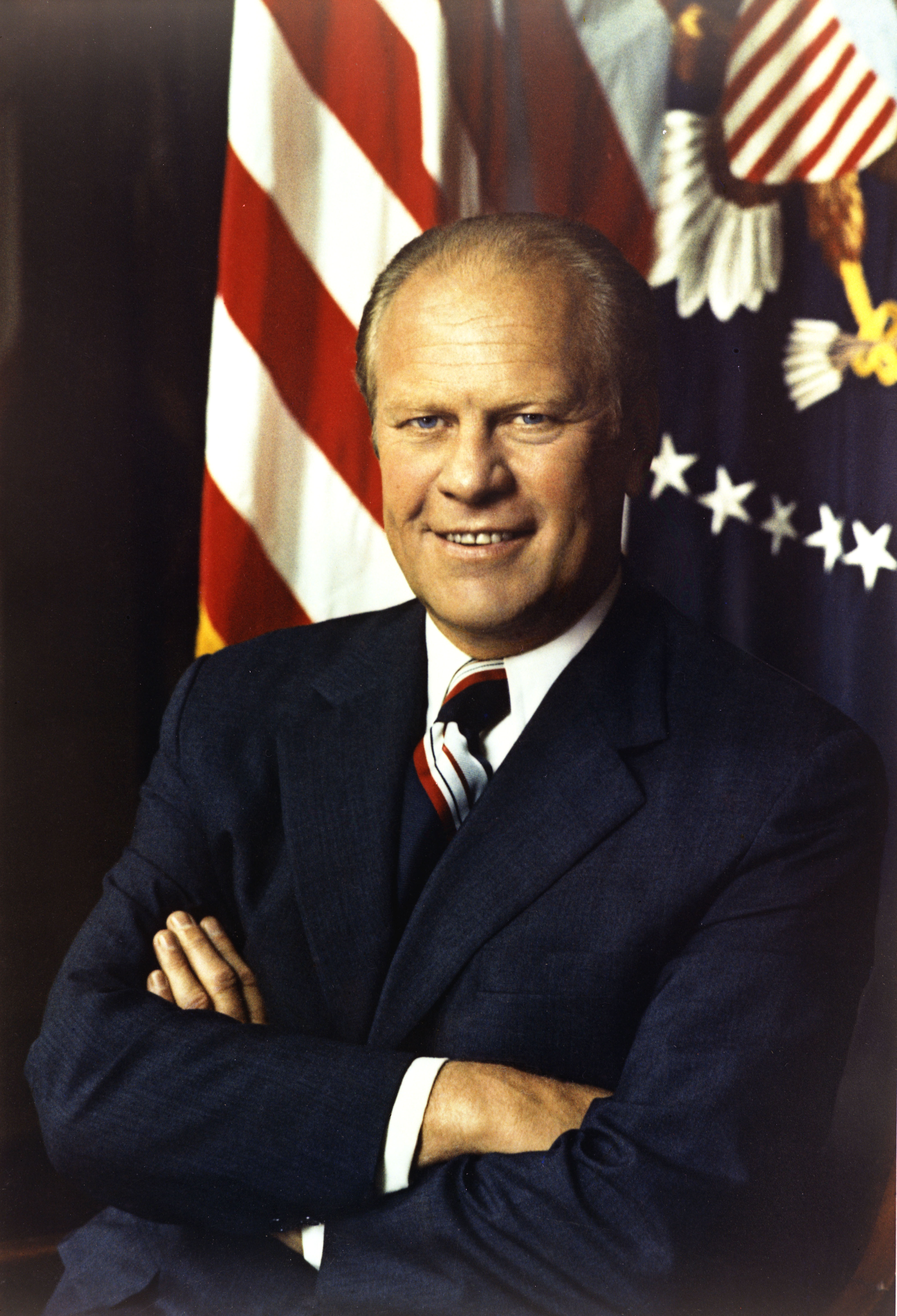
第38代アメリカ合衆国大統領ジェラルド・R・フォード(1913-2006)誕生。

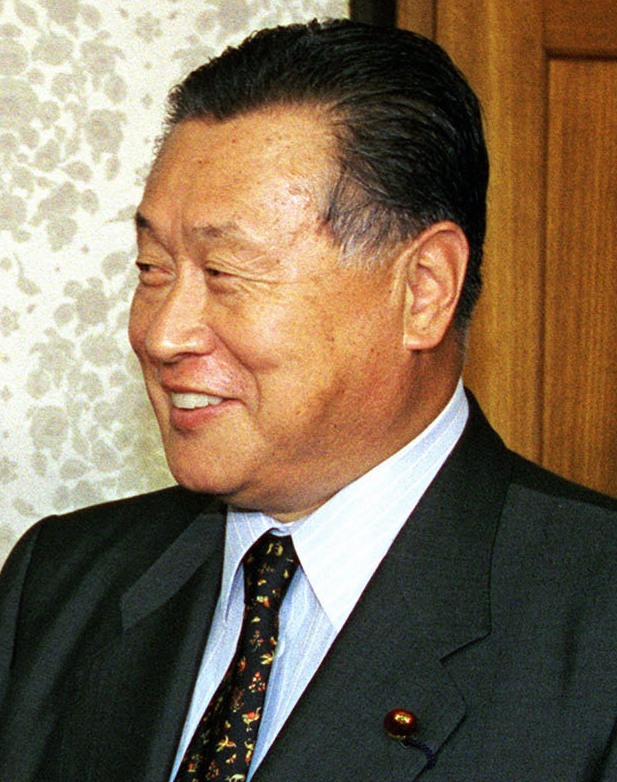
第85・86代日本国内閣総理大臣森喜朗(1937-)誕生。

- 1454年 - アンジェロ・ポリツィアーノ、人文主義者（+ 1494年）
- 1718年（享保3年6月17日） - 上杉宗房、第7代米沢藩主（+ 1746年）
- 1777年（安永6年6月10日） - 田能村竹田、南画家（+ 1835年）
- 1793年（寛政5年6月7日） - 松平信順、第4代吉田藩主（+ 1844年）
- 1810年（文化7年6月13日） - 徳川斉荘、田安家当主、第12代尾張藩主（+ 1845年）
- 1832年（享保3年6月17日） - 松平忠精、第5代島原藩主（+ 1859年）
- 1852年（嘉永5年5月27日） - 伊達宗敦、仙台藩知事（+ 1911年）
- 1856年（安政3年6月13日） - 酒井忠宝、第12代庄内藩主（+ 1921年）
- 1858年 - エメリン・パンクハースト、婦人参政権活動家（+ 1928年）
- 1859年 - ヴィリー・ヘス、ヴァイオリニスト（+ 1939年）
- 1862年 - グスタフ・クリムト、画家（+ 1918年）
- 1864年 - エドゥアルト・エンゲルマン、フィギュアスケート選手、エンジニア（+ 1944年）
- 1868年 - ガートルード・ベル、イギリスの女性情報員（+ 1926年）
- 1888年 - 里見弴、小説家（+ 1983年）
- 1890年 - オシップ・ザッキン、彫刻家、画家（+ 1967年）
- 1891年 - ヴェルナー・リットベルガー、フィギュアスケート選手（+ 1975年）
- 1898年 - ハッピー・チャンドラー、MLBコミッショナー（+ 1991年）
- 1907年 - アナベラ、女優（+ 1996年）
- 1910年 - ウィリアム・ハンナ、アニメーター（+ 2001年）
- 1912年 - ウディ・ガスリー、シンガーソングライター（+ 1967年）
- 1913年 - ジェラルド・R・フォード、政治家、第38代アメリカ合衆国大統領（+ 2006年）
- 1917年 - 田中実、元プロ野球選手
- 1918年 - イングマール・ベルイマン、映画監督、脚本家 （+ 2007年）
- 1918年 - ジェイ・フォレスター、計算機科学者（+ 2016年）
- 1918年 - エグモント・ツール・リッペ＝ヴァイセンフェルト、ドイツ空軍のエース・パイロット（+ 1944年）
- 1923年 - 福田歓一、政治学者 （+ 2007年）
- 1926年 - ウォーリス・ディーステルマイヤー、フィギュアスケート選手（+ 1999年）
- 1926年 - 水木かおる、作詞家（+ 1998年）
- 1928年 - 渡辺浩二、中央化学創業者 （+ 2009年）
- 1931年 - 伊上勝、脚本家（+ 1991年）
- 1933年 - 梅野泰靖、俳優（+ 2020年）
- 1933年 - 河西昌枝、バレーボール選手（+ 2013年）
- 1935年 - 根岸英一、化学者、ノーベル化学賞受賞者（+ 2021年）
- 1936年 - 鵜狩道夫、元プロ野球選手（+ 2018年）
- 1937年 - 森喜朗、政治家、第85・86代内閣総理大臣
- 1938年 - ウィリアム・H・T・ブッシュ、銀行家、投資家（+ 2018年）
- 1944年 - 久米宏、アナウンサー、キャスター
- 1945年 - 大澤孝征、弁護士
- 1946年 - 藤井健、歌手（+ 2022年）
- 1947年 - ダニー・ウォルトン、元プロ野球選手（+ 2017年）
- 1947年 - 島津ゆたか、歌手
- 1947年 - スティーブ・ストーン、元プロ野球選手
- 1947年 - 池田清彦、生物学者
- 1949年 - 早川紀代秀、元オウム真理教幹部　元死刑囚（+ 2018年）
- 1950年 - 文山義夫、プロゴルファー
- 1951年 - 南部虎弾、コメディアン、パフォーマー（電撃ネットワーク）（+ 2024年）
- 1952年 - 水谷豊、俳優
- 1952年 - 松崎泰治、元プロ野球選手（+ 2011年）
- 1953年 - 岡田克也、政治家
- 1953年 - ドロテ、歌手、女優、テレビ司会者
- 1953年 - 本田博文、政治家
- 1954年 - あいはら友子、女優、株式研究家、画家
- 1954年 - 旭堂南左衛門、講談師
- 1955年 - 扇一平、アナウンサー
- 1957年 - 外園正、元プロ野球選手
- 1961年 - 斉藤慶子、女優
- 1962年 - 菅原正志、声優
- 1962年 - 原田マハ、小説家
- 1963年 - 西川佳明、元プロ野球選手
- 1963年 - 宮澤ミシェル、元サッカー選手、指導者
- 1963年 - 吉岡幹夫、国土交通技官
- 1964年 - 椎名桔平、俳優
- 1964年 - 新谷博、元プロ野球選手
- 1965年 - 松本孝美、モデル
- 1966年 - 下長智子、元卓球選手
- 1966年 - タニヤ・ドネリー、シンガーソングライター
- 1966年 - 平石和男、競艇選手
- 1966年 - 藤咲あゆな、ジュニアノベル作家、アニメ脚本家
- 1966年 - マシュー・フォックス、俳優
- 1966年 - マット・ヒューム、総合格闘家
- 1967年 - YO-KING、ミュージシャン（真心ブラザーズ）
- 1967年 - 清水一哉、俳優
- 1967年 - ロビン・ベンチュラ、元プロ野球選手
- 1967年 - 渡辺政仁、元プロ野球選手
- 1968年 - 佐藤弘道、タレント
- 1968年 - デリック・メイ、元プロ野球選手
- 1968年 - 小島光顕、元サッカー選手、指導者
- 1969年 - 桜庭和志、総合格闘家
- 1969年 - 吉倉拓児、実業家
- 1969年 - ビリー・ヘリントン、モデル、元ゲイポルノ男優（+ 2018年）
- 1970年 - ナタリヤ・ミシュクテノク、フィギュアスケート選手
- 1972年 - 鈴木真仁、声優
- 1972年 - 谷口けい、登山家（+ 2015年）
- 1973年 - 平野耕太、漫画家
- 1974年 - 羽生未来、女優（+ 2005年）
- 1975年 - ティム・ハドソン、元プロ野球選手
- 1975年 - 塚本洋、アスレティックトレーナー
- 1975年 - 林和人、アナウンサー
- 1976年 - 福本誠、元プロ野球選手
- 1977年 - ヴィクトリア、スウェーデン王太子
- 1978年 - じろう、お笑いタレント（シソンヌ）
- 1979年 - 本谷有希子、演出家
- 1979年 - 辻俊哉、元プロ野球選手
- 1979年 - セルゲイ・イグナシェヴィッチ、元サッカー選手
- 1979年 - ロビン・ゾルコーヴィ、元フィギュアスケート選手
- 1980年 - 小山良男、元プロ野球選手
- 1980年 - クサノプチコン、ブレイクコアミュージシャン
- 1981年 - YOMI、ミュージシャン（ナイトメア）
- 1981年 - 古谷拓哉、元プロ野球選手
- 1982年 - 三好ジェームス、元アナウンサー
- 1982年 - Mariko、チェリスト（Vanilla Mood）
- 1982年 - エンリケ・ゴンザレス、プロ野球選手
- 1982年 - 吉水快聞、彫刻家
- 1983年 - 重原佐千子、フリーキャスター、電卓競技大会日本一
- 1983年 - アレクサンドル・シュービン、フィギュアスケート選手
- 1983年 - 琴弥山幸基、元大相撲力士
- 1984年 - サミール・ハンダノヴィッチ、元サッカー選手
- 1985年 - ハビエル・ドミンゲス、プロ野球選手
- 1985年 - 高木琢也、美容師
- 1986年 - ダン・スミス、ミュージシャン（バスティル）
- 1986年 - 熊谷ちか、グラビアアイドル
- 1987年 - 山室公志郎、元プロ野球選手
- 1987年 - アタック西本、お笑いタレント（ジェラードン）
- 1987年 - 京野明日香、元AV女優
- 1987年 - ダン・レイノルズ、ミュージシャン（イマジン・ドラゴンズ）
- 1988年 - ジェームズ・ヴォーン、元サッカー選手
- 1988年 - 西田あい、歌手
- 1988年 - リース・ウィリアムズ、サッカー選手
- 1988年 - グラシエル・ジーン・タン、フィギュアスケート選手
- 1988年 - コナー・マクレガー、総合格闘家
- 1989年 - メーガン・オスター、フィギュアスケート選手
- 1989年 - 飛翔富士廣樹、元大相撲力士、プロレスラー
- 1990年 - アンドレア・セクリン、サッカー選手
- 1991年 - 志方文典、元陸上選手
- 1992年 - ヨナス・ホフマン、サッカー選手
- 1993年 - 中川義貴、元サッカー選手
- 1993年 - 山本彩、歌手、（元NMB48）
- 1993年 - ヨーへー、お笑いタレント（フランスピアノ）
- 1994年 - ルーカス・ジオリト、プロ野球選手
- 1995年 - 金孝周、プロゴルファー
- 1995年 - 林愛夏、女優、歌手、（元ベイビーレイズJAPAN）
- 1995年 - 宮下かな子、元女優
- 1995年 - 東啓介、俳優
- 1995年 - セルジュ・ニャブリ、サッカー選手
- 1995年 - 角野隼斗、ピアニスト
- 1997年 - 垣田裕暉、 サッカー選手
- 1997年 - ジェンギズ・ウンデル、サッカー選手
- 1999年 - 久保夏葵、元野球選手
- 2000年 - 阿部詩、柔道選手
- 2000年 - 小橋川梢、モデル、アイドル（LINKL PLANET）
- 2001年 - 久保史緒里、アイドル（乃木坂46）
- 2002年 - キム・テレ、アイドル（ZEROBASEONE）
- 2003年 - 藤本哉汰、俳優
- 2005年 - 上坂樹里、ファッションモデル
- 生年不詳 - 夢眠ねむ、実業家、元アイドル（元でんぱ組.inc）
- 生年不詳 - 伊藤ハチ[12]、漫画家、同人作家

## 忌日

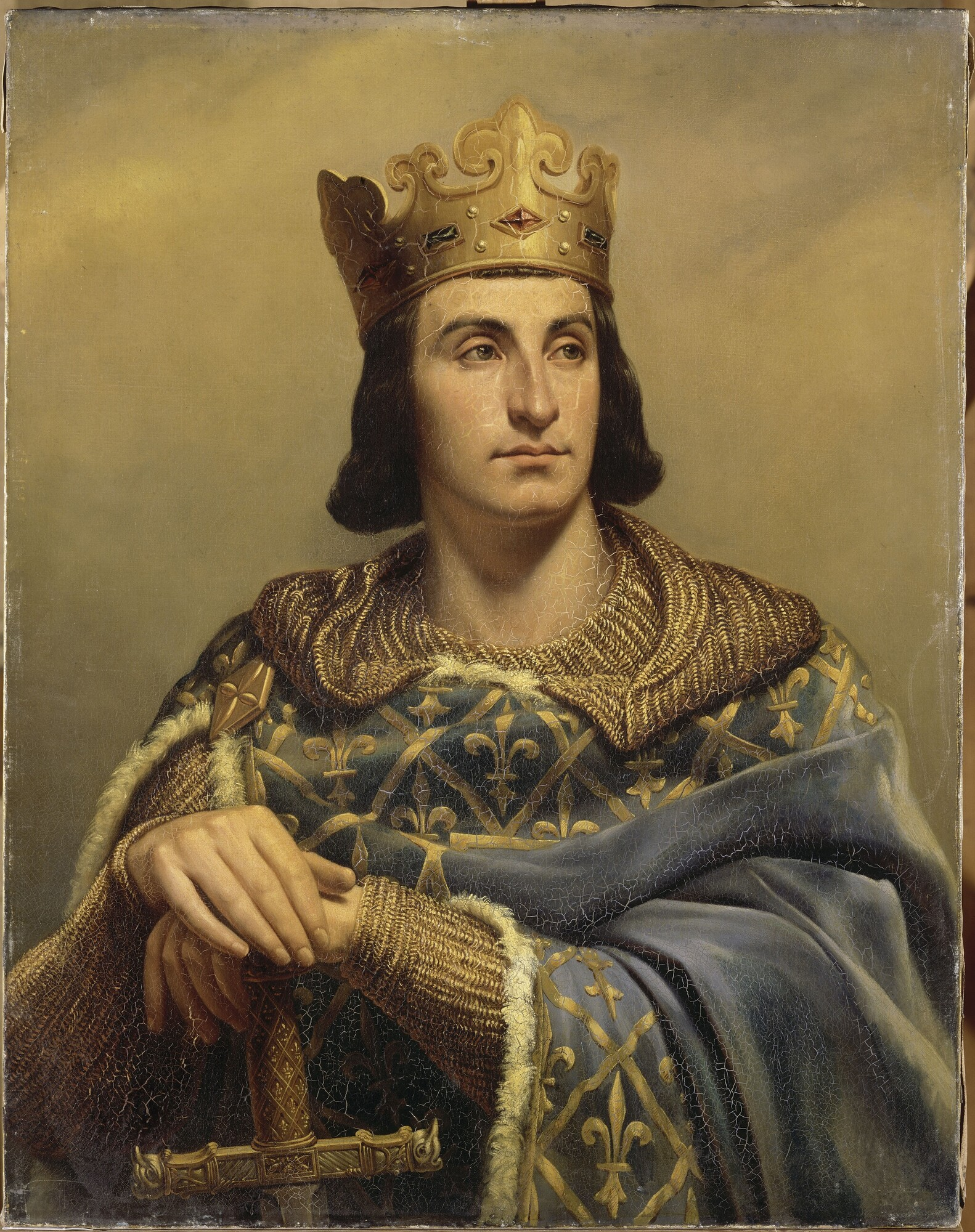
フランス王フィリップ2世(1165-1223)没。

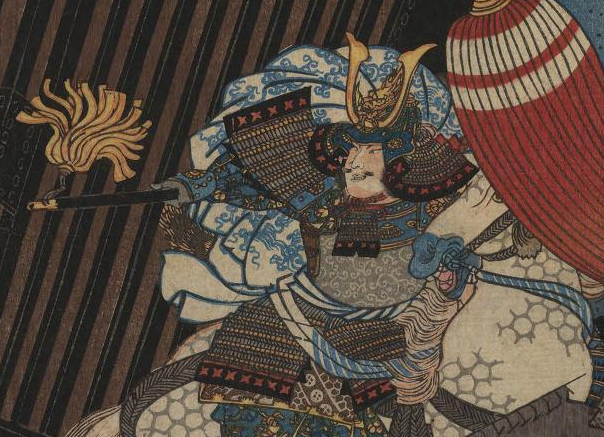
鎌倉幕府第3代執権、北条泰時(1183-1242)没。

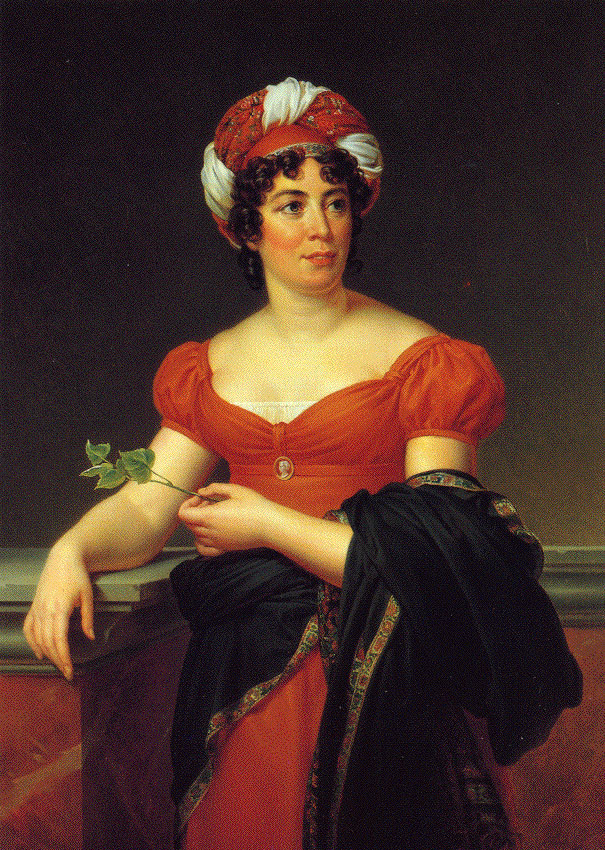
批評家・小説家スタール夫人(1766-1817)没。

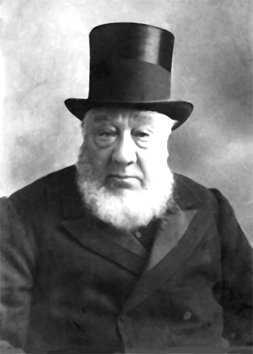
トランスヴァール共和国（現南アフリカ共和国）初代大統領ポール・クリューガー(1825-1904)没。

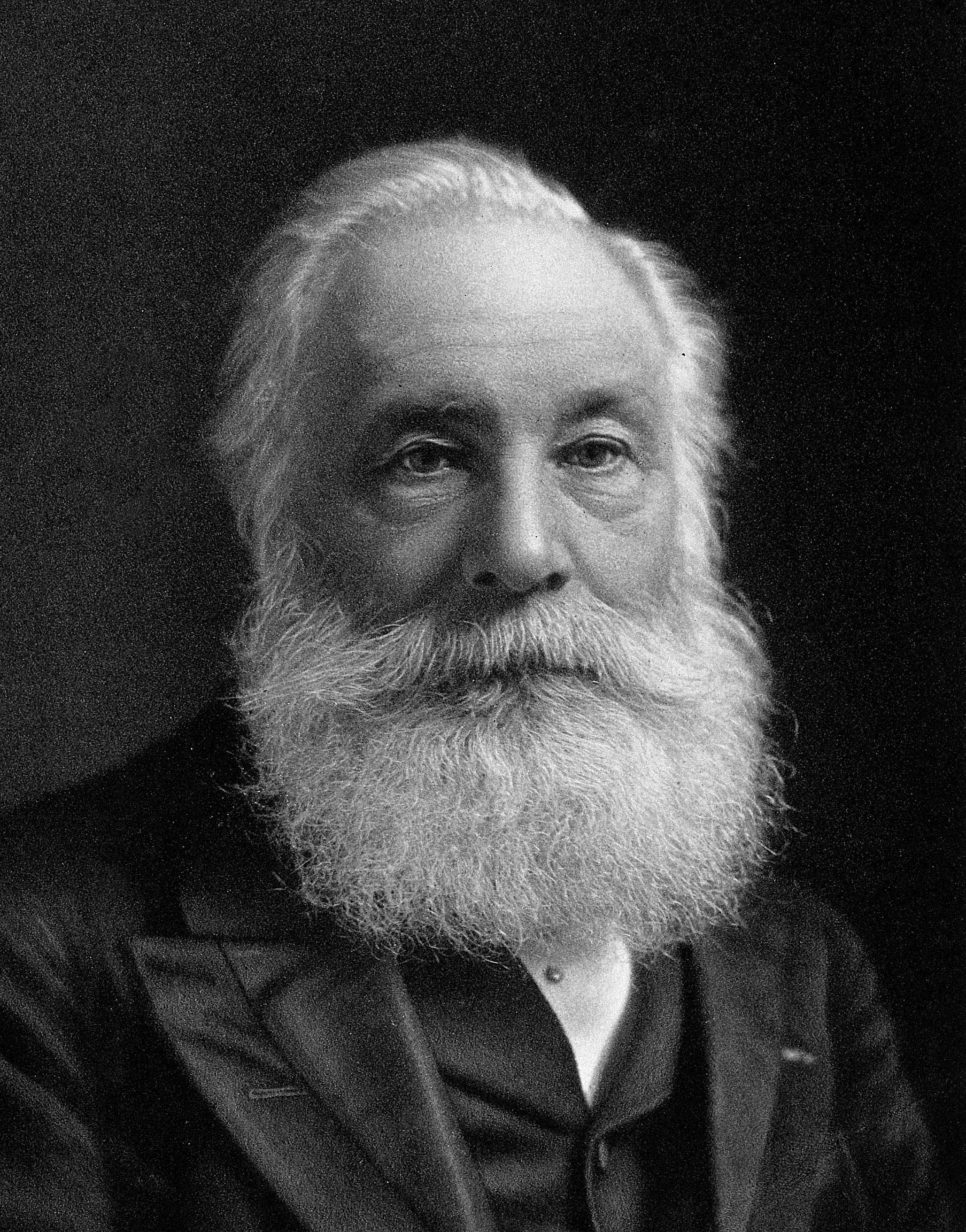
化学者ウィリアム・パーキン(1838-1907)没。アニリン染料などを発見。

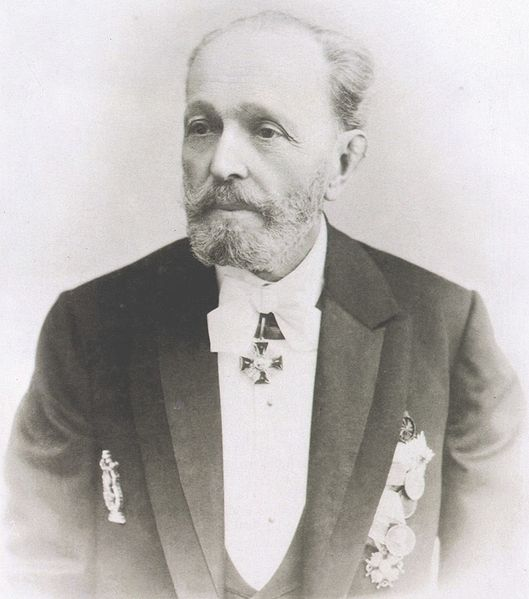
現代クラシックバレエの基礎を築いたダンサー・振付師、マリウス・プティパ(1818-1910)没。

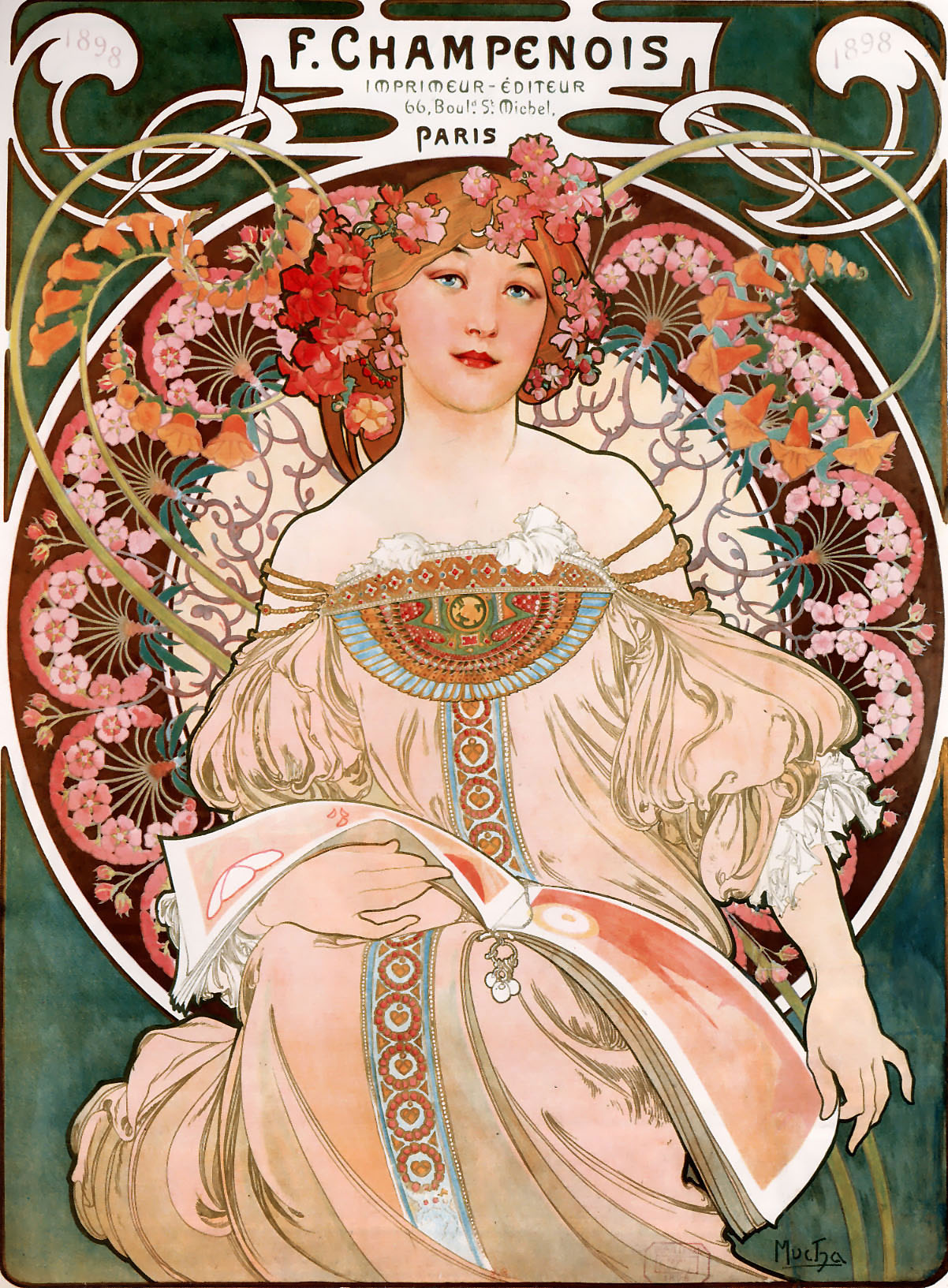
アール・ヌーヴォーのグラフィックデザイナー、アルフォンス・ミュシャ(1860-1939)没。画像は代表作の一つ『夢想』(1897)

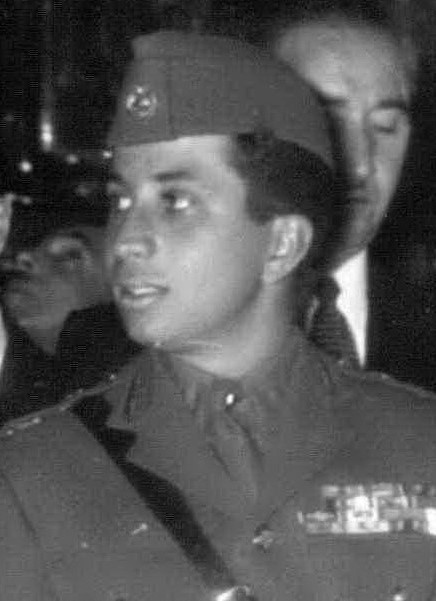
イラク王ファイサル2世(1935-1958)、7月14日革命で射殺。

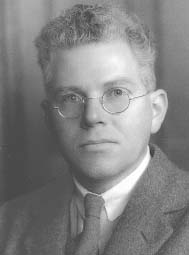
物理学者マーク・オリファント(1901-2000)没。

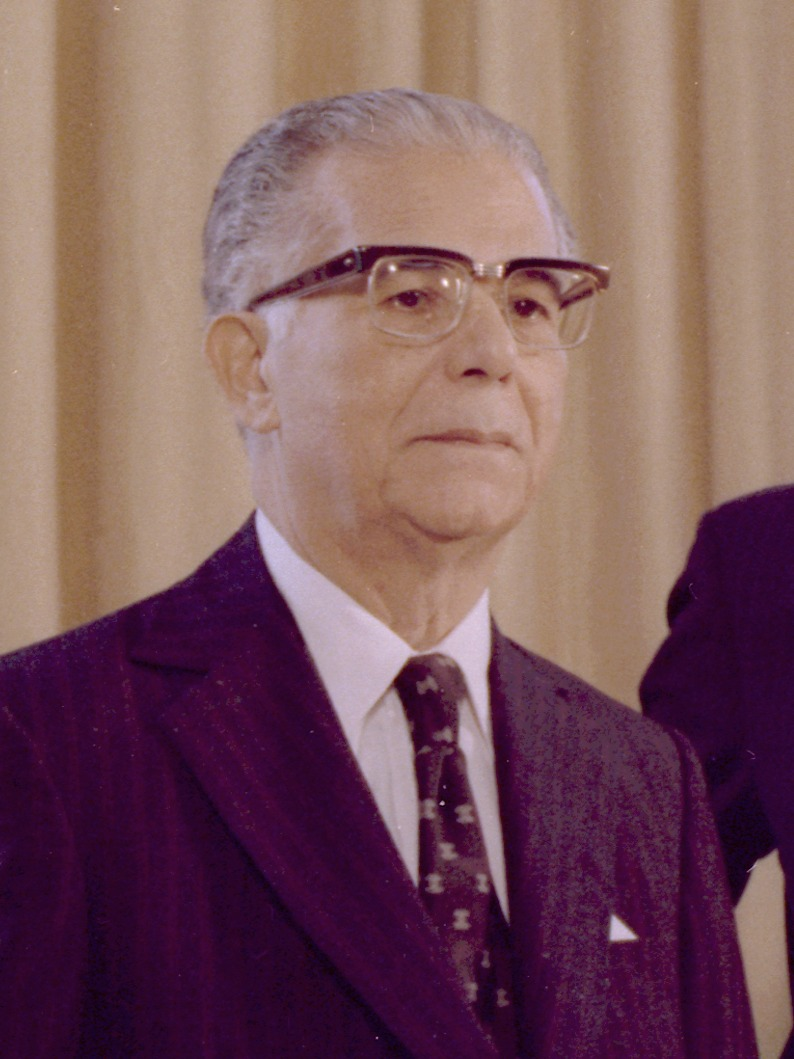
ドミニカ共和国の第39・45・49代大統領、ホアキン・バラゲール(1906-2002)没。

- 664年 - カンタベリーのデウスデディトゥス、カンタベリー大司教
- 809年（大同4年5月28日） - 大伴弟麻呂、公卿、征夷大将軍（* 731年?）
- 1223年 - フィリップ2世、フランス王（* 1165年）
- 1242年（仁治3年6月15日） - 北条泰時、第3代鎌倉幕府執権（* 1183年）
- 1353年（正平8年/文和2年6月13日） - 佐々木秀綱、室町時代の武将
- 1486年 - マーガレット、スコットランド王ジェームズ3世の妃（* 1456年）
- 1638年（寛永15年6月3日） - 高松宮好仁親王、江戸時代の皇族（* 1603年）
- 1675年 - ダニエル・アレ（フランス語版）、画家（* 1614年）
- 1704年 - ソフィア・アレクセーエヴナ、モスクワ大公国摂政（* 1657年）
- 1711年 - ヨハン・ウィレム・フリーゾ、オラニエ公（* 1687年）
- 1714年（正徳4年6月3日） - 瑤泉院、赤穂藩主浅野長矩の正室（* 1674年）
- 1720年 - アレクサンダー・ファン・ブレダール（英語版）、フランドルの画家（* 1663年）
- 1770年（明和7年6月22日） - 京極宮公仁親王、江戸時代の皇族（* 1733年）
- 1775年（安永4年6月17日） - 黒田継高、第6代福岡藩主（* 1703年）
- 1777年（安永6年6月10日） - 加藤美樹、国学者、歌人（* 1721年）
- 1793年 - ジャック・カトリノー、ヴァンデの反乱の指導者（* 1759年）
- 1795年 - アントン・トマシゥ・リンハルト、劇作家、歴史家（* 1756年）
- 1800年 - ロレンツォ・マスケローニ、数学者（* 1750年）
- 1817年 - アンヌ・ルイーズ・ジェルメーヌ・ド・スタール、評論家（* 1766年）
- 1824年 - アグスティン・デ・ベタンクル、軍人、発明家、土木技術者（* 1758年）
- 1824年 - カメハメハ2世、ハワイ王（* 1797年）
- 1827年 - オーギュスタン・ジャン・フレネル、物理学者（* 1788年）
- 1865年 - ベンジャミン・ゴンペルツ（英語版）、数学者、ゴンペルツ関数考案者（* 1779年）
- 1879年 - ヨハン・カール・ローゼンクランツ、哲学者（* 1805年）
- 1881年 - ビリー・ザ・キッド、西部開拓時代のガンマン、アウトロー（* 1859年）
- 1904年 - ポール・クリューガー、トランスヴァール共和国大統領（* 1825年）
- 1907年 - ウィリアム・パーキン、化学者（* 1838年）
- 1910年 - マリウス・プティパ、バレエダンサー、振付師（* 1818年）
- 1915年 - 三津木春影、作家、児童文学作家（* 1881年）
- 1917年 - オクタヴ・ラピーズ、自転車競技選手（* 1887年）
- 1926年 - チャールズ・A・コフィン、実業家、ゼネラル・エレクトリック(GE)初代社長（* 1844年）
- 1927年 - フリッツ・ホフマン、陸上競技選手（* 1871年）
- 1933年 - レーモン・ルーセル、小説家、詩人（* 1877年）
- 1939年 - アルフォンス・ミュシャ、グラフィックデザイナー（* 1860年）
- 1948年 - ハリー・ブレアリー、冶金学者、ステンレス鋼を実用化（* 1871年）
- 1950年 - 三淵忠彦、初代最高裁判所長官（* 1880年）
- 1953年 - リヒャルト・フォン・ミーゼス、工学者（* 1883年）
- 1954年 - ハシント・ベナベンテ、劇作家、ノーベル文学賞受賞者（* 1886年）
- 1958年 - 吉阪俊蔵、内務官僚（* 1889年）
- 1958年 - ファイサル2世、イラク王（* 1935年）
- 1960年 - モーリス・ド・ブロイ、物理学者（* 1875年）
- 1963年 - 宇井伯寿、曹洞宗の僧侶、仏教学者（* 1882年）
- 1965年 - アドレー・スティーブンソン、イリノイ州知事、アメリカ合衆国国際連合大使（* 1900年）
- 1969年 - 坂本繁二郎、画家（* 1882年）
- 1969年 - 富永次郎、美術評論家（* 1909年）
- 1972年 - 東門明、野球選手（* 1952年）
- 1974年 - カール・スパーツ、アメリカ空軍大将（* 1891年）
- 1974年 - 津上退助、技術者、実業家、津上製作所（現・ツガミ）創業者（* 1893年）
- 1974年 - 中田羽後、牧師（* 1896年）
- 1974年 - 琴錦登、大相撲力士（* 1922年）
- 1976年 - 山崎与三郎[13]、平和運動家（* 1889年）
- 1976年 - 久米愛、弁護士（* 1911年）
- 1979年 - ビリー・レオン・マクラリー（ビリー・マクガイア）、プロレスラー（マクガイア・ツインズ（英語版））（* 1946年）
- 1977年 - 松山崇、美術監督（* 1908年）
- 1978年 - マリヤ・グリンベルク、ピアニスト（* 1908年）
- 1980年 - 長沼賢海、日本史学者、九州大学名誉教授（* 1883年）
- 1980年 - 南洋一郎、作家、冒険小説家（* 1893年）
- 1980年 - 茂木草介、脚本家（* 1910年）
- 1982年 - ジャッキー・ジェンセン、プロ野球選手（* 1927年）
- 1985年 - 伊藤幾久造[14]、挿絵画家（* 1901年）
- 1986年 - レイモンド・ローウィ、インダストリアルデザイナー（* 1893年）
- 1987年 - ビクトル・ジダーノフ（英語版）、科学者、ウイルス学者、天然痘研究者（* 1914年）
- 1988年 - 末広恭雄、水産学者、随筆家（* 1904年）
- 1990年 - 須田剋太、画家（* 1906年）
- 1991年 - 中畑義愛、実業家、元電通代表取締役社長、元日本広告業協会会長（* 1910年）
- 1994年 - 岡原昌男、第8代最高裁判所長官（* 1909年）
- 1994年 - 森部静武、ヴァイオリニスト（* 1906年）
- 1994年 - シーザー・トーバー、元プロ野球選手（* 1940年）
- 1995年 - 梅村淸明、教育者、体育学者（* 1908年）
- 1996年 - ケネス・ベインブリッジ、物理学者、トリニティ実験を指揮（* 1904年）
- 1996年 - ジェフ・クロスノフ、レーシングドライバー（* 1964年）
- 1996年 - 君島一郎、服飾デザイナー（* 1929年）
- 1998年 - リチャード・ジェームズ・"ディック"・マクドナルド、実業家、マクドナルド創業者（* 1909年）
- 1998年 - 貴島清彦、作曲家（* 1917年）
- 1998年 - グエン・ゴク・ロアン、南ベトナム警察庁長官（* 1931年）
- 1999年 - 山花貞夫、弁護士、政治家、初代政治改革担当大臣（* 1936年）
- 2000年 - マーク・オリファント、物理学者（* 1901年）
- 2000年 - ウィリアム・ジョージ・ファスティー、物理学者、分光学者（* 1916年）
- 2000年 - 浜田輝男、実業家、北海道国際航空（現・AIRDO）創業者（* 1941年）
- 2000年 - メレディス・マクレー（英語版）、女優（* 1944年）
- 2001年 - 石川利光、小説家（* 1914年）
- 2002年 - ホアキン・バラゲール、政治家、ドミニカ共和国第39・45・49代大統領（* 1906年）
- 2002年 - 三井理峯、政治運動家（* 1911年）
- 2002年 - イゴール・アンゾフ、応用数学者、経営学者、事業経営者（* 1918年）
- 2004年 - 秋本俊一、地球物理学者、東京大学名誉教授（* 1925年）
- 2005年 - ティリー・フライシャー、やり投げ選手（* 1911年）
- 2005年 - 大沢清、プロ野球選手（* 1916年）
- 2005年 - シシリー・ソンダース、医師、作家（* 1918年）
- 2005年 - 植木公、政治家、元上越市長（* 1923年）
- 2005年 - ジョー・ハーネル（英語版）、作曲家、音楽家、編曲家（* 1924年）
- 2007年 - 広沢直樹、政治家（* 1931年）
- 2007年 - 谷川明美、アナウンサー（* 1966年）
- 2007年 - 遠藤俊介、写真家（* 1977年）
- 2008年 - 大野晋、国語学者、学習院大学名誉教授（* 1919年）
- 2008年 - 鶴岡俊彦、農林官僚、元水産庁長官・食糧庁長官（* 1936年）
- 2010年 - チャールズ・マッケラス、指揮者（* 1925年)
- 2010年 - 水鳥鐵夫、声優（* 1938年）
- 2011年 - 森和夫、実業家、東洋水産創業者（* 1916年）
- 2011年 - 貞永方久、映画監督（* 1931年）
- 2012年 - シクステン・イェルンベリ、元クロスカントリースキー選手（* 1929年）
- 2012年 - 二世若柳吉三次[15]、日本舞踊家（* 1935年）
- 2013年 - 津軽海伝藏、元大相撲力士、若者頭津軽海（* 1927年）
- 2013年 - 高橋伸夫、地理学者、筑波大学名誉教授（* 1939年）
- 2013年 - MAKI THE MAGIC、ヒップホップミュージシャン（キエるマキュウ）（* 1967年）
- 2014年 - 古家武夫、プロ野球選手（* 1921年）
- 2014年 - アリス・コーチマン、陸上競技選手、1948年ロンドンオリンピック金メダリスト（* 1923年）
- 2014年 - 深田祐介、小説家（* 1931年）
- 2014年 - 小山茂樹、政治学者、元中東経済研究所（現：日本エネルギー経済研究所中東研究センター）理事長（* 1935年）
- 2015年 - 堀場雅夫、実業家、堀場製作所創業者（* 1924年）
- 2015年 - 福田紀一、小説家、元大阪工業大学教授（* 1930年）
- 2015年 - 竹前栄治、政治学者、東京経済大学名誉教授（* 1930年）
- 2015年 - 三井信雄、技術者、実業家（* 1931年）
- 2015年 - 高橋一三、プロ野球選手（* 1946年）
- 2016年 - エステルハージ・ペーテル、小説家（* 1950年）
- 2017年 - ユリア・ハルトヴィク、詩人、エッセイスト（* 1921年）
- 2018年 - 村田省蔵、洋画家（* 1929年）
- 2018年 - 三上真一郎、俳優（* 1940年）
- 2018年 - マサ斎藤、レスリング選手、プロレスラー（* 1942年）
- 2019年 - 明日待子、女優、日本舞踊家（* 1920年）
- 2019年 - ホアン・トゥイ、数学者（* 1927年）
- 2019年 - フセイン・モハンマド・エルシャド、政治家、元バングラデシュ大統領（* 1930年）
- 2019年 - パーネル・ウィテカー、元プロボクサー（* 1964年）
- 2020年 - トケ・タランギ、政治家、第6代ニウエ首相（* 1951年）
- 2021年 - 小沢和秋、政治家（* 1931年）
- 2021年 - マムヌーン・フセイン、政治家、第12代パキスタン大統領、元シンド州知事（* 1940年）
- 2021年 - 岡庭昇、評論家（* 1942年）
- 2021年 - クリスチャン・ボルタンスキー、美術家（* 1944年）
- 2021年 - ジェフ・ラバー、ギタリスト（シンデレラ）（* 1963年）
- 2022年 - 高橋征郎、俳優（* 1938年）
- 2022年 - ウィリアム・ハート、リードシンガーソングライター（デルフォニックス）（* 1945年）
- 2022年 - イヴァナ・トランプ、実業家、元ファッションモデル（* 1949年）
- 2023年 - アルバート・エッシェンモーザー、化学者（* 1925年）
- 2023年 - 十世西川扇藏、日本舞踊家、西川流宗家家元（* 1928年）
- 2024年 - 植木政明、松濤館流空手家（* 1939年）
- 2024年 - 竹本信弘（滝田修）、新左翼活動家（* 1940年）
- 2024年 - 矢玉四郎、児童文学作家、絵本作家、漫画家、作詞家（* 1944年）
- 2024年 - ジャコビー・ジョーンズ、アメリカンフットボール選手、指導者（* 1984年）
- 2025年 - 井上萬二、陶芸家（* 1929年）
- 2025年 - 山出保、地方公務員、政治家、石川県金沢市長、全国市長会会長、石川県中小企業団体中央会会長（* 1931年）
- 2025年 - 渋谷陽一、音楽評論家、編集者、実業家、ロッキング・オン・グループ代表取締役会長（* 1951年）

## 記念日・年中行事

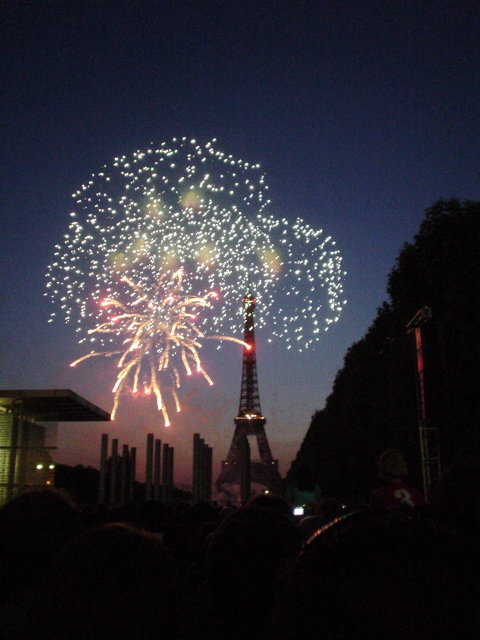
フランスの建国記念日。画像はエッフェル塔前で打ち上げられる花火。

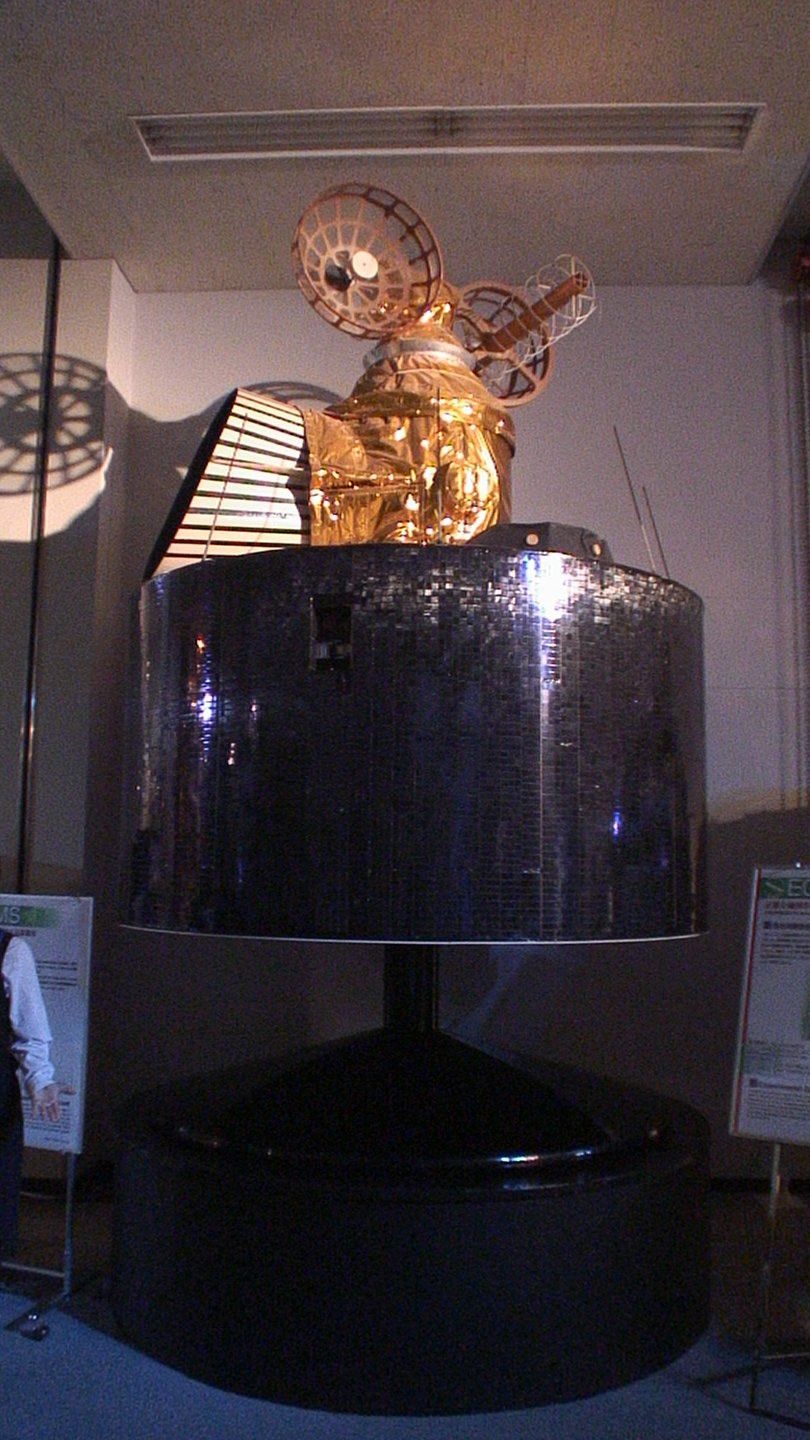
日本の気象衛星ひまわり1号打ち上げ(1977)

- 国際ノンバイナリーデー（ 世界）
ノンバイナリー（Xジェンダー）の諸問題に関する啓発と組織化を目的とする。国際女性デーと国際男性デーの中間に位置する日付であることからこの日に制定。
- フランス建国記念日・パリ祭（ フランス）
1789年7月14日のバスティーユ牢獄襲撃によるフランス革命勃発の日であるが、公式に建国記念日として祝われるのは翌1790年同日の連盟祭（フランス語版）である。1880年から祝日となった[16]。日本では「パリ祭」として知られる。
- 共和国記念日（ イラク）
1958年のこの日、7月14日革命により王政が打倒され、共和国が樹立されたことを記念。
- サン・フェルミン祭 最終日（ スペインナバラ州、6日から）
通称：牛追い祭り（エンシエロ）の日。
- ペリー上陸記念日（ 日本）
1853年7月14日（旧暦嘉永6年6月9日）、4隻の黒船艦隊で江戸湾の浦賀沖に現れたマシュー・ペリー提督が久里浜に上陸して将軍への親書を渡したことを記念[17]。（黒船来航）
- 廃藩置県の日（ 日本）
明治4年旧暦7月14日（新暦1871年8月29日）に廃藩置県の詔書が出されたことを記念。
- ひまわりの日（ 日本）
1977年のこの日、日本初の気象衛星ひまわりがアメリカのケネディ宇宙センターから打ち上げられた。1号から5号までは同じモデルであった[18]。（画像参照）
- 求人広告の日[19]（ 日本）
1872年のこの日、『東京日日新聞』に日本初の求人広告が掲載された。
- 内視鏡の日（ 日本）
内視鏡医学研究振興財団が2006年に制定。日付は、「な(7)い(1)し(4)」の語呂合わせから[20]。
- しんぶん配達の日（ 日本）
2013年に日本新聞販売協会が制定[21]。由来は1977年のこの日、日本初の気象衛星「ひまわり」が打ち上げられたことにちなみ、気象衛星が地球を回って情報をもたらすことと、新聞の配達が戸別に回って社会の知識、情報を提供することの共通のイメージから[22]。なお、日本新聞協会が制定している「新聞配達の日・新聞少年の日」は新聞週間中（10月15日〜10月21日）の日曜日 である[23]。
- ゼラチンの日・ゼリーの日（ 日本）
日本ゼラチン・コラーゲンペプチド工業組合が制定。ゼラチンがフランス料理によく使われることから、フランス革命の日をその記念日とした。また、ゼラチンがゼリーの主材料となることから同じ日を「ゼリーの日」としている[24][25]。
- 月でひろった卵の日（ 日本）
山口県にある和洋菓子店あさひ製菓（株）が制定。1987年のこの日に山口銘菓「月でひろった卵」が販売されたことから[26]。